# Орден Почётного легиона
О́рден Почётного легио́на (фр. Ordre national de la Légion d'honneur) — французский национальный орден, учреждённый Наполеоном Бонапартом 19 мая 1802 года по примеру рыцарских орденов. Согласно кодексу Почётного легиона и воинской медали эта почётная организация обладает статусом и правами юридического лица. Принадлежность к ордену является высшим знаком отличия, почёта и официального признания особых заслуг во Франции. Приём в члены ордена осуществляется за выдающиеся военные или гражданские заслуги президентом Французской Республики, который является по должности Великим магистром (Grand maître) ордена. Почётный легион играет таким образом роль одной из важнейших институций французского государства и символов республики. За некоторыми исключениями, в орден не принимают посмертно. По утверждению генерала Де Голля, «Почётный легион — это сообщество элиты живых».

## История ордена

### Создание
Идея создания ордена Почётного легиона принадлежит Наполеону Бонапарту в его бытность Первым консулом Французской республики.
После Великой Французской революции 1789—1794 годов были отменены все монархические привилегии, почести и награды. Однако войны и государственное переустройство требовали мобилизации морального духа населения и армии. Военачальники на первом этапе в случае необходимости отмечали воинские подвиги и доблести в основном вручением наградного оружия. Но в воздухе витала потребность введения новых форм поощрения.
Поскольку восстановление старых монархических форм отличия было тогда совершенно невозможно, Наполеон обратился к древнему опыту — античной Римской империи и республики и рыцарских орденов. Но идея создания новых привилегированных организаций и знаков отличия была встречена в штыки, поскольку не соответствовала базовому принципу формального равенства граждан, выраженному в республиканском лозунге «Свобода, равенство, братство».
Наполеону и его единомышленникам пришлось немало потрудиться, чтобы провести в жизнь проект создания ордена Почётного легиона. Именно поэтому он и был предложен не как награда, а как организационное объединение лучших из лучших, с идеологической привязкой к рыцарским орденам и античной истории.
Проект закона об ордене Почётного легиона, раскритикованный в Государственном совете Французской республики 4 мая 1802 года по григорианскому календарю, был предварительно утверждён в Трибунате 15 мая 1802 года и затем прошёл трудное окончательное утверждение в Законодательном корпусе (эквиваленте парламента) при 116 голосах «за» и 110 «против» — 29 флореаля X года французского республиканского календаря или 19 мая 1802 года по григорианскому календарю.

### Нормативная база
Закон от 29 флореаля X года был введён в действие декретом Первого консула Наполеона Бонапарта от 9 прериаля Х года — 29 мая 1802 года по григорианскому календарю. Закон и декрет стали первыми законодательными актами Французской республики в отношении ордена.
В настоящее время все старые законы отменены или обновлены, собраны в единый нормативный акт — кодекс Почётного легиона и воинской медали, на основании которого строится работа не только самого ордена, но и других государственных институтов по вопросам деятельности ордена.

### Организация и членство
На начальном этапе существовало только четыре степени членства в ордене Почётного легиона, которые отличались от современных: легионер, офицер, командир и высший офицер. Все члены легиона были объединены в 15, а позднее в 16 территориальных когорт.
Позднее легионеры стали именоваться кавалерами (декрет от 1 марта 1808 года), а командиры — командорами (указ от 26 марта 1816 года). Декретом от 29 января 1805 года была введена пятая степень, которая стала высшей в ордене — Большим знаком (фр. Grande Décoration) и называлась также Большим орлом (фр. Grand Aigle) или Большой лентой (фр. Grand Cordon). Королевским указом от 26 марта 1816 года за этой степенью было закреплено название Большой крест (фр. Grand’Croix).

## Современная организационная структура и руководство ордена

### Руководство ордена
Руководство повседневной деятельностью ордена осуществляется специальным исполнительным аппаратом под пристальным вниманием и контролем со стороны президента Франции и французского правительства.

#### Великий магистр ордена
Согласно статье R3 Кодекса Почётного легиона, Великим магистром ордена является по должности Президент Французской Республики, который в последней инстанции принимает решения, влияющие на существование и функционирование ордена. Он берёт на себя обязанность председателя Совета ордена тогда, когда ему это представляется целесообразным.
Неотъемлемый атрибут должности и функции главы французского государства, нагрудная цепь Великого магистра ордена Почётного легиона используется в настоящее время для церемонии инаугурации президентов Французской Республики и их одновременного вступления в должность Великого магистра ордена. На официальных фотографиях, предназначенных для всех государственных учреждений, президенты Французской Республики до Николя Саркози были сняты во фраке с нагрудной цепью Великого магистра ордена Почётного легиона, которая наглядно символизирует президентскую функцию.
До Жоржа Помпиду включительно президенты Республики носили нагрудную цепь на мундире. Начиная с Валери Жискар д' Эстена, который упростил церемониалы, цепь больше не надевается даже на церемониях. Она один раз представляется на красной подушке великим канцлером ордена президенту Республики во время церемонии вступления в должность (инвеституры), во время которой великий канцлер Почётного легиона официально признаёт президента Великим магистром ордена. Нагрудную цепь затем возвращают в Музей ордена, где она хранится и демонстрируется посетителям.

#### Великий канцлер ордена
Согласно статье R4 Кодекса ордена, повседневное руководство работой Совета ордена и административных служб организации осуществляет великий канцлер (grand chancelier) ордена под руководством Великого магистра и в соответствии с его указаниями.
Великий канцлер ордена Почётного легиона и канцлер ордена «За заслуги» занимает 16-ю позицию в государственной табели о рангах Франции.
С 1 сентября 2016 года должность великого канцлера занимает армейский генерал Бенуа Пюга.

#### Совет ордена
Согласно статье R5 Кодекса ордена, Совет Почётного легиона регулярно собирается на заседания под председательством великого канцлера для рассмотрения вопросов статуса организации, её ежегодного бюджета, принятия новых членов и повышения в звании. Совет состоит из 16 членов. Члены Совета ордена занимают 16 позиций в государственном табеле о рангах Франции, сразу после Великого канцлера ордена Почётного легиона и канцлера ордена «За заслуги».
Согласно декрету президента Франции от 19 ноября 2009 года продлены полномочия действующих членов Совета Национального ордена Почётного легиона:
- Бертран Дюфурк, посол Франции, Чрезвычайный и Полномочный Посол Франции в России в 1991—1992 годах, командор Почётного легиона с 27 ноября 1997 года;
- Госпожа Мишель Жендро-Массалу, ректор университетского агентства франкофонии, командор Почётного легиона с 14 марта 2004 года;
- Кзавье Эмманюэли, бывший министр, президент «социальной скорой помощи» Парижа, командор Почётного легиона с 14 марта 2005 года;
- Юго Галл, бывший государственный советник, член Института Франции, командор Почётного легиона с 11 октября 2006 года.

Тем же декретом назначены новые члены Совета Национального ордена Почётного легиона:
- Юбер Бланк, почётный региональный префект, Великий офицер Почётного легиона с 12 июля 2006 года;
- Франсуа Давид, президент страховой компании, командор Почётного легиона с 6 ноября 2002 года;
- Брюно Женевуа, бывший председатель палаты споров Государственного совета, командор Почётного легиона с 18 мая 2008 года;
- Госпожа Доминик МЕЙЕР, врач, университетский преподаватель, член французской Академии наук, офицер Почётного легиона с 5 сентября 2005 года.

### Штаб-квартира ордена
Штаб-квартира ордена расположена в VII округе Парижа на левом берегу Сены, напротив музея изобразительных и прикладных искусств Орсэ. Главный вход в комплекс зданий ордена имеет адрес: № 64 по улице Лиля (rue de Lille).

#### Музей ордена
Согласно статьям R127-1 — R127-4 Кодекса Почётного легиона и воинской медали, создан Национальный (всефранцузский) музей ордена Почётного легиона и иных рыцарских орденов, который находится в том же комплексе зданий, но вход в него осуществляется по адресу: № 2 по улице Почётного легиона (бывшей улице Бельшас).

#### Сальмский дворец
Построенный по заказу князя Сальм-Кирбургского, между 1782 и 1787 годами, дворец был куплен в 1804 году, от имени Почётного легиона, первым великим канцлером, графом де Ласепедом для того, чтобы разместить там администрацию ордена, недавно созданного Первым консулом Республики Наполеоном Бонапартом.
Принц де Сальм, арестованный и затем гильотинированый в 1794 году, оставил за дворцом огромные долги. Его кредиторы добились того, чтобы дворец, внесённый в список национального достояния, был передан семье казнённого аристократа для того, чтобы иметь возможность потребовать с неё возмещения финансовых потерь. Всё движимое имущество было продано с молотка, а сам дворец сдан в аренду. Покупка в 1804 году здания графом де Ласепедом положила конец превратностям судьбы дворца де Сальм, который стал дворцом ордена Почётного легиона.
Восстановленный архитектором Антуаном Пеиром, дворец затем был увеличен в размерах и модернизован, особенно после строительства здания, которое сегодня служит офисом для центрального аппарата Главной канцелярии.
Подожжённый в период Парижской коммуны (23 мая 1871) в одно время с королевским дворцом Тюильри, мэрией Парижа и другими официальными зданиями, дворец де Сальм был быстро восстановлен по инициативе дивизионного генерала Жозефа Винуа, тогдашнего великого канцлера ордена, благодаря подписке среди членов Почётного легиона и военных.
В 1925 году крыло дворца, в котором ранее располагались конюшни, было превращено в музей великим канцлером того времени, дивизионным генералом Ивоном Дюбай, что придало дворцу де Сальм его окончательный современный вид.

### Учебные учреждения ордена
Согласно статьям R121-R127 Кодекса Почётного легиона и воинской медали, в юрисдикции ордена имеется два публичных (государственных) учебных учреждения для девочек, созданных ещё в 1805 году Наполеоном и непосредственно подчинённых великому канцлеру ордена. Преподавание в них осуществляют учителя министерства образования Франции, а отбор учениц ведётся по особым правилам. Оба заведения являются интернатами (школами с проживанием учениц). Ученицы обязаны носить униформу, которой нет в обычных французских государственных школах.
- Школа для девочек Сен-Дени. «Дом Сен-Дени» является средним учебным заведением старших классов (лицеем), дающим законченное среднее образование (второй, первый и выпускной классы), а также готовящим к поступлению в ВУЗы и дающим специальное образование после французского аттестата зрелости[21].
- Школа для девочек Лож. «Дом Лож» является средним учебным заведением средних классов (коллежем), дающим неполное среднее образование (с шестого по третий классы французской системы)[22].

## Звания членов ордена и знаки отличия
Согласно статье R6 кодекса ордена, Почётный легион (организация) состоит (по нисходящей) из пяти категорий (степеней) членов:
- кавалеров большого креста (grand’croix);
- великих офицеров (grands officiers);
- командоров (commandeurs);
- офицеров (officiers);
- кавалеров (chevaliers).

Кавалеры большого креста и великие офицеры являются высшими членами ордена (dignitaires).

### Приём в члены ордена Почётного легиона
Согласно статье R48 Кодекса, как правило, никто не может вступить в орден, минуя первый уровень в звании — кавалер. Однако за исключительные заслуги и долголетнюю службу допускается принятие в легион сразу в звания офицера или командора.
Все премьер-министры Франции, прослужившие в этой должности не менее двух лет, автоматически становятся великими офицерами ордена Почётного легиона. Президенты Франции, как великие магистры ордена, становятся ex officio кавалерами Большого креста.
Согласно статье R54 Кодекса, при церемонии принятия в орден делегированный представитель Великого магистра Почётного легиона приветствует нового члена ордена церемониальными словами:
«От имени Президента Республики и в силу полномочий, которые нам даны, мы производим Вас в кавалеры (офицеры или командоры) Почётного легиона».

(фр. "Au nom du Président de la République et en vertu des pouvoirs qui nous sont conférés, nous vous faisons chevalier (officier ou commandeur) de la Légion d'honneur.")
Затем он вручает вновь принятому члену ордена знак отличия его звания (фр. insigne) и обнимает.
Для кавалеров большого креста и великих офицеров принята следующая формулировка:
«От имени Президента Республики и в силу полномочий, которые нам даны, мы возводим Вас в достоинство кавалера большого креста (или великого офицера) Почётного легиона».

(фр. "Au nom du Président de la République et en vertu des pouvoirs qui nous sont conférés, nous vous élevons à la dignité de grand officier (ou de grand'croix) de la Légion d'honneur.")

### Статистика награждений и численные квоты
После учреждения ордена в 1802 году число принятых в него членов постепенно росло. В 1871 году насчитывалось более 70 000 действующих членов ордена, после чего наметилось уменьшение этого числа. В 1900 году французских легионеров было чуть менее 45 000. С 1923 года начался резкий скачок ежегодных принятий в члены ордена, продолжавшийся 40 лет и вызванный необходимостью поощрять граждан за проявленное мужество в ходе двух мировых и нескольких колониальных войн, в которых участвовала Франция в первой половине XX века. В 1962 году в ордене состояло 320 000 человек, то есть 0,7 % всего населения.
Генерал де Голль посчитал такой рост числа членов ордена опасным для престижа этой почётной организации (как случилось в своё время с орденом Святого Михаила). В 1962 году был утверждён новый Кодекс (статут) ордена, устанавливавший в том числе сокращение к концу XX века числа действующих членов ордена до 125 000 человек. Для достижения этой цели ежегодные нормы награждения орденом Почётного легиона постоянно снижались, а в 1963 году был учреждён особый Национальный орден Заслуг, что позволило диверсифицировать наградную систему. В итоге к 2009 году число членов ордена составляло около 93 000 человек (из них кавалеров — 74 384, офицеров — 17 032, командоров — 3 009, великих офицеров — 314, кавалеров большого креста — 67).
Согласно статье R7 кодекса в последней редакции, по состоянию на 2009 год действовали следующие количественные ограничения членов ордена:
- кавалеров большого креста — 75;
- великих офицеров — 250;
- командоров — 1250;
- офицеров — 10 000;
- кавалеров — 113 425.

В настоящее время нормы ежегодных награждений орденом составляют:
- кавалеры большого креста — 7;
- великие офицеры — 24;
- командоры — 144;
- офицеры — 730;
- кавалеры — 4246.

Число в 93 000 награждённых, достигнутое в 2004 году, остаётся неизменным по состоянию на 2016 год. Пропорция гражданских награждений в 2015 году составила 60 %, что отражает эволюцию гражданского общества и отсутствие значительных военных конфликтов (в 1921 году 75 % награждений были военными).
Первая женщина — участница революционных войн, Мари-Анжелик Дюшмен, была принята в орден в 1851 году императором Наполеоном III. Президентским решением в 1996 году квота женских гражданских награждений была определена минимум в 25 %, что было утверждено декретом 2007 года (в 1991 году доля награждённых женщин-гражданских составляла 10 %).
2 ноября 2017 года Президент Франции Эмманюэль Макрон принял решение переоценить награду и существенно снизить количество награждаемых. По мысли главы государства, количество награждаемых гражданских должно сократиться на 50 %, военных — на 10 %, а иностранцев — на 25 % в год.

### Вступление в орден
В настоящее время в орден принимают от 3 до 5 тысяч новых членов в год.
Членство в ордене не даёт никаких материальных преференций, за исключением возможности бесплатного обучения в Учебном доме Ордена Почётного легиона для дочерей, внучек и правнучек награждённого. В настоящее время существуют также выплаты членам ордена — бывшим участникам движения Сопротивления, но это чисто символическая сумма (менее 10 евро в год). Членство в ордене — прежде всего вопрос престижа и признания со стороны французского государства общественных и профессиональных заслуг награждённого.
Для принятия в орден гражданских лиц в общем случае требуется, чтобы они не менее 20 лет проработали в соответствующей области. Поэтому начальный возраст новых членов в наши дни обычно начинается от 45—50 лет.
Вступление в орден платное. Канцелярские услуги стоят около 20 евро. Стоимость знаков ордена в официальном интернет-магазине Парижского монетного двора летом 2017 года составляла от 210 евро (знак кавалера, серебро 950 пробы) до 940 евро (знак большого креста на ленте, серебро 950 пробы) и до 1130 евро (плакетка большого креста, серебро 950 пробы). Впрочем, подобно тому, как принято дарить подарки на рождение ребёнка или на свадьбу, близкие и коллеги награждённого часто «скидываются» и приобретают для него или для неё знак ордена. Также существует вторичный рынок, на котором можно купить знак покойного члена ордена у его наследников. Наконец, существует и абсолютно экономичный вариант — в том же интернет-магазине Парижского монетного двора ленточка в петличку для кавалера стоила 4,5 евро, розетка большого креста — 7,5 евро. 

## Лишение ордена
Исключение из ордена Почётного легиона, согласно утверждённым правилам, происходит автоматически, когда кавалер окончательно (после отклонения всех апелляций) осуждён за преступление или получает тюремное заключение сроком от одного года.
Среди лишённых ордена Почётного легиона два президента Франции: Филипп Петен (1945; осуждён за госизмену и передачу разведданных нацистской Германии) и Николя Саркози (2025; осуждён по делу о торговле влиянием и оказании давления на следствие).

### Знаки отличия высших членов ордена
Согласно статьям R49-R50 Кодекса Почётного легиона и воинской медали, принятие в члены ордена и повышение в звании знаменуется правом ношения соответствующих знаков отличия (фр. les insignes). Знаки отличия членов ордена Почётного легиона иногда в литературе относят к наградам, однако французские слова «награда», «награждение» (фр. décoration) и «награждать» (фр. décorer) в кодексе ордена не употребляются.
- Кавалер большого креста (фр. Grand'croix);
- Великий офицер[32] (фр. Grand officier).

### Знаки отличия иных членов ордена
- Командор (Commandeur);
- Офицер (Officier);
- Кавалер (Chevalier).

### Расположение знаков отличия на мундире
Подробное официальное описание знаков отличия членов ордена и правила их ношения даны в статьях R58-R72 Кодекса.

## Отказавшиеся от награды
Жильбер Ла Файет — французский политический деятель, участник трёх революций: американской войны за независимость, Великой французской революции и июльской революции 1830 года.
Матвей Платов (1807) — атаман донских казаков, участник Наполеоновских войн.
Лорд Кларендон (1856) — министр иностранных дел Британии, отказался после подписания мирного договора Крымской войны.
Гектор Берлиоз (1865) — композитор.
Пьер Кюри — французский учёный-физик, также отказался от ордена Академических пальм.
Мария Склодовская-Кюри — учёный-экспериментатор (физик, химик), педагог, общественный деятель, отказалась дважды.
Жан-Поль Сартр (1945) — французский философ, представитель атеистического экзистенциализма, писатель, драматург и эссеист, педагог.
Мэри Элизабет Джин Элмс — ирландский гуманитарный работник, помогавший беженцам (в основном детям).
Марсель Эме (1949) — писатель, драматург
Жорж Брассенс — автор-исполнитель песен.
Мишель Оден — математик.
Тереза Клерк (2003) — французская воинствующая феминистка, отказалась от награды в 2003 году, однако в 2008 году приняла её.
Кямран Инан (2006) — турецкий политик и дипломат, постоянный представитель Турции при ООН в Женеве в 1979—1983 годах.
Анни Тебо-Мони (2012) — исследовательница рака.
Жак Тарди (2013) — художник комиксов, сценарист.
Тома Пикетти (2015) — французский экономист, автор книги Капитал в XXI веке.
Софи Марсо (2016) — французская актриса, режиссёр.
Башар Асад (2018) — Президент Сирийской Арабской Республики.

Периодически обсуждается вопрос о лишении Президента Российской Федерации Владимира Путина Большого креста ордена Почётного легиона, которым он был награждён в 2006 году.